# Astragalus bodinii
Astragalus bodinii är en ärtväxtart som beskrevs av Edmund Perry Sheldon. Astragalus bodinii ingår i släktet vedlar, och familjen ärtväxter.

## Underarter
Arten delas in i följande underarter:
- A. b. bodinii
- A. b. yukonis